# SSC Berlín
El SSC Berlín, también conocido como Berlín Recycling Volleys, es un equipo de voleibol alemán de la ciudad de Berlín . 

## Historia
En 1902 es fundado el club polideportivo SC Charlottenburg cuyo equipo de voleibol participa sin resultados destacados en los campeonatos nacionales y con solo la Copa de Alemania Oriental de 1991 en su palmarés. Todavía en 1991 se fusiona con el SC Dynamo Berlín y el SC Berlín dos de los mejores equipos de Alemania Oriental en la segunda mitad del siglo XX. 
Nace así el SSC Berlín que en las décadas siguientes se convierte en uno de los más laureado de la nueva Alemania con 7 campeonatos (tres de forma seguida entre 2011-12 y 2013-14) y 3 Copas de Alemania.
En las competiciones continentales ha acabado en tercera posiciones en tres ocasiones distintas. Dos veces en la Copa CEV (actual Challenge Cup): en la temporada 1998-99 vencendo en la final 3° y 4° lugar a los italianos del Lube Macerata y en la edición de 2009-10 al derrotar los checos del Dukla Praga por 3-0.
En la temporada 2014-15 organiza la Final Four de la Liga de Campeones; tras caer en la semifinal ante los rusos del VK Zenit Kazán (1-3) vence a los polacos del Skra Belchatow por 3-2.
En la temporada 2015-16 al mando del italiano Roberto Serniotti el equipo gana su primer título europeo al derrotar en la doble final de la Copa CEV los rusos del VK Gazprom Surgut.

## Palmarés
- Copa de Alemania Oriental (3)

1991
- Campeonato de Alemania (8)

1992-93, 2002-03, 2003-04, 2011-12, 2012-13, 2013-14, 2015-16, 2016-17
- Copa de Alemania (4)

1993-94, 1995-96, 1999-2000, 2015-16
- Champions League

3º lugar (1) : 2014-15
- Copa CEV (1)

2015-16
- Copa CEV/Challeng Cup

3º lugar (2) : 1998-99, 2009-10